# Дальнее (Первомайский район)
Да́льнее (до 1948 года Бурчи́; укр. Дальнє, крымскотат. Burçı, Бурчы) — село в Первомайском районе Республики Крым, входит в состав Стахановского сельского поселения (согласно административно-территориальному делению Украины — Стахановского сельского совета Автономной Республики Крым).

## Население
| 2001 | 2014 |
| ---- | ---- |
| 90   | ↘0   |

Всеукраинская перепись 2001 года показала следующее распределение по носителям языка
| Язык       | Процент |
| ---------- | ------- |
| русский    | 95.56   |
| украинский | 4.44    |

### Динамика численности
| - 1806 год — 68 чел. - 1892 год — 65 чел. - 1900 год — 59 чел. - 1904 год — 35 чел. - 1915 год — 0/32 чел. | - 1926 год — 77 чел. - 1939 год — 137 чел. - 2001 год — 90 чел. - 2009 год — 0 чел. - 2014 год — 0 чел. |

## Современное состояние
На 2016 год в Дальнем числится 3 улицы — Ленина, Северная и Степная

## География
Дальнее — опустевшее село на юго-востоке района, в центральной части степного Крыма, у границы с Красногвардейским районом, высота центра села над уровнем моря — 70 м. Ближайшие сёла — Свердловское в 6,5 км на северо-запад, и сёла Красногвардейского района — Известковое в 4 км на север и Кремневка в 6 км на северо-восток. Расстояние до райцентра — около 50 километров (по шоссе), ближайшая железнодорожная станция— Урожайная на линии Солёное Озеро — Севастополь — около 27 км.

## История
Первое документальное упоминание села встречается в Камеральном Описании Крыма… 1784 года, судя по которому, в последний период Крымского ханства Ой Ертчи входил в Караул кадылык Перекопского каймаканства. После присоединения Крыма к России (8) 19 апреля 1783 года, (8) 19 февраля 1784 года, именным указом Екатерины II сенату, на территории бывшего Крымского Ханства была образована Таврическая область и деревня была приписана к Перекопскому уезду. После Павловских реформ, с 1796 по 1802 год, входила в Акмечетский уезд Новороссийской губернии. По новому административному делению, после создания 8 (20) октября 1802 года Таврической губернии, Биюк-Бурчи был включён в состав Кучук-Кабачской волости Перекопского уезда.
По Ведомости о всех селениях в Перекопском уезде состоящих с показанием в которой волости сколько числом дворов и душ… от 21 октября 1805 года, в деревне Бурчи числилось 13 дворов и 68 крымских татар. На военно-топографической карте генерал-майора Мухина 1817 года деревня Биюк барши обозначена с 9 дворами. После реформы волостного деления 1829 года Бурчи, согласно «Ведомости о казённых волостях Таврической губернии 1829 года» отнесли к Агъярской волости (переименованной из Кучук-Кабачской). Затем, видимо, в результате эмиграции крымских татар, деревня заметно опустела и на карте 1836 года в деревне 5 дворов, а на карте 1842 года Биюк-Бурчи обозначен условным знаком «малая деревня», то есть, менее 5 дворов.
В 1860-х годах, после земской реформы Александра II, деревню включили в состав Айбарской волости. В «Списке населённых мест Таврической губернии по сведениям 1864 года», составленном по результатам VIII ревизии 1864 года, деревня не значится, поскольку, согласно «Памятной книжке Таврической губернии за 1867 год», деревня, вследствие эмиграции крымских татар 1860—1876 годов (особенно массовой после Крымской войны 1853—1856 годов) в Турцию, стояла покинутая в развалинах. По обследованиям профессора А. Н. Козловского начала 1860-х годов, колодцы деревни, глубиной 20—22 сажени (42—45 м) вырублены в камне, вода в них пресная. На трехверстовой карте Шуберта 1865—1876 года в деревне Биюк-Бурчи обозначен 1 двор. Не записана деревня и в «Памятной книге Таврической губернии 1889 года», хотя, согласно энциклопедическому словарю «Немцы России», немецкое лютеранско-меннонитское село на арендованной земле было основано в 1861 году выходцами из беловежских колоний.
После земской реформы 1890 года, Бурчи отнесли к Бютеньской волости. Согласно «…Памятной книжке Таврической губернии на 1892 год», в деревне Бурчи, находившейся в частном владении, уже было 65 жителей в 14 домохозяйствах. По «…Памятной книжке Таврической губернии на 1900 год» в деревне числилось 59 жителей в 4 дворах, в 1904 году жителей — 35. По Статистическому справочнику Таврической губернии. Ч.II-я. Статистический очерк, выпуск пятый Перекопский уезд, 1915 год, в деревне Бурчи Бютеньской волости Перекопского уезда числилось 4 двора (все дворы безземельные) с немецким населением без приписных жителей, но с 32 — «посторонними», из которых 17 мужчин и 15 женщин. Жители владели 1255 десятинами удобной земли. В хозяйствах имелось 50 лошадей, 72 вола, 23 коровы и 27 голов мелкого скота.
После установления в Крыму Советской власти, по постановлению Крымревкома от 8 января 1921 года была упразднена волостная система, в составе Симферопольского уезда был образован Биюк-Онларский район, в состав которого включили село, а в 1922 году уезды получили название округов. 11 октября 1923 года, согласно постановлению ВЦИК, в административное деление Крымской АССР были внесены изменения, в результате которых был ликвидирован Биюк-Онларский район, образован Симферопольский и Бурчи включили в его состав. Согласно Списку населённых пунктов Крымской АССР по Всесоюзной переписи 17 декабря 1926 года, в селе Бурчи, центре упразднённого к 1940 году Бурчинского сельсовета Симферопольского района, числилось 14 дворов, все крестьянские, население составляло 77 человек, из них 49 русских, 27 татар и 1 украинец.
Постановлением ВЦИК РСФСР от 30 октября 1930 года был создан Фрайдорфский еврейский национальный район (переименованный указом Президиума Верховного Совета РСФСР № 621/6 от 14 декабря 1944 года в Новосёловский) (по другим данным 15 сентября 1931 года) и село включили в его состав, а после разукрупнения в 1935-м и образования также еврейского национального Лариндорфского, село переподчинили новому району.
Вскоре после начала Великой Отечественной войны, 18 августа 1941 года крымские немцы были выселены, сначала в Ставропольский край, а затем в Сибирь и северный Казахстан. С 25 июня 1946 года Бурчи в составе Крымской области РСФСР.
Указом Президиума Верховного Совета РСФСР от 18 мая 1948 года, Бурчи переименовали в Дальнюю, статус села был присвоен позже. 26 апреля 1954 года Крымская область была передана из состава РСФСР в состав УССР. Время включения в Краснознаменский сельсовет пока не установлено: на 15 июня 1960 года село уже числилось в его составе. Указом Президиума Верховного Совета УССР «Об укрупнении сельских районов Крымской области», от 30 декабря 1962 года село присоединили к Красногвардейскому району.
1 января 1965 года, указом Президиума ВС УССР «О внесении изменений в административное районирование УССР — по Крымской области», включили в состав Первомайского. По данным переписи 1989 года в селе проживало 137 человек. С 12 февраля 1991 года село в составе восстановленной Крымской АССР, 26 февраля 1992 года переименованной в Автономную Республику Крым. Но 2009 год село опустело и все здания были разобраны. С 21 марта 2014 года — в составе Республики Крым России.